# Exposition coloniale de Marseille (1922)
L'Exposition coloniale de Marseille en 1922 est la cinquième exposition coloniale organisée en France, après celle de Rouen en 1896, de Rochefort-sur-Mer en 1898, de Marseille en 1906 et de Paris en 1907.

## Travaux préparatoires
Après le succès de l'exposition coloniale de 1906 qui s'était déroulée du 17 avril 1906 au 18 novembre 1906, Jules Charles-Roux, ancien commissaire de cette exposition, et Adrien Artaud, président de la chambre de commerce, parviennent à faire admettre par les pouvoirs publics le principe d'une nouvelle exposition coloniale. Par délibérations du 6 mai 1913 et du 19 septembre 1913, le conseil municipal de Marseille décide de choisir le parc du Rond-Point du Prado pour siège de l'exposition qui devait avoir lieu en 1916 et vote une première subvention d'un million de francs pour les frais d'organisation.
Pour donner tout son éclat au lancement de cette exposition, la ville de Marseille saisit l'occasion du retour d'Espagne du président de la République Raymond Poincaré pour lui faire poser la première pierre des futures constructions. Arrivé à bord du cuirassé Carthagène, Raymond Poincaré débarque au Vieux-Port le 12 octobre 1913 au matin et pose la première pierre dans l'après-midi. Le lendemain il visitera les travaux du tunnel du Rove avant de regagner Paris.
Les travaux à peine commencés s'arrêtent à la suite du déclenchement de la Première Guerre mondiale. Le parc ainsi que le grand palais et le palais des machines qui avaient été conservés depuis la précédente exposition de 1906, sont utilisés pour le cantonnement des troupes de passage, notamment celles en provenance des colonies.
La paix revenue, le projet est repris avec la nomination par décret du 15 avril 1919 d'Adrien Artaud comme commissaire général de l'exposition en remplacement et à la suite du décès de Jules Charles-Roux. Un autre décret du 15 avril 1919 nomme Xavier Loisy, ancien inspecteur des colonies, commissaire général adjoint et Louis Bonnaud, directeur.
Plusieurs journaux ont accompagné l'Exposition : certains comme simple guide pratique , d'autres plus informatifs sur les représentations des colonies , d'autres plus complets encore et qui présenteront toutes les étapes de l'évènement, du projet initial jusqu'au dernier jour de sa fermeture .

## Activités et manifestations
L'inauguration officielle a lieu le dimanche, jour de Pâques, par Siméon Flaissières maire de Marseille, Adrien Artaud commissaire général de l'exposition, Hubert Giraud président de la chambre de commerce, M. Pasquet président du conseil général des Bouches-du-Rhône et Albert Sarraut ministre des Colonies. Le 7 mai 1922, le président de la République Alexandre Millerand visite l'exposition accompagné de Maurice Maunoury, ministre de l'Intérieur, d'André Maginot, ministre de la Guerre, d'Henry Chéron, ministre de l'Agriculture, et d'Albert Sarraut. D'autres ministres se rendent à leur tour à Marseille : Flaminius Raiberti, ministre de la Marine, Charles Reibel, ministre des Régions libérées, Maurice Colrat, ministre de la Justice, Paul Strauss, ministre de l'Hygiène, ainsi que de hautes personnalités militaires : Joseph Joffre, Philippe Pétain, Louis Franchet d'Espèrey, Émile Fayolle, Henri Joseph Eugène Gouraud, Charles Mangin, etc.
Deux pavillons et les palais du Maroc et de Madagascar sont dus à l'architecte Joachim Richard.

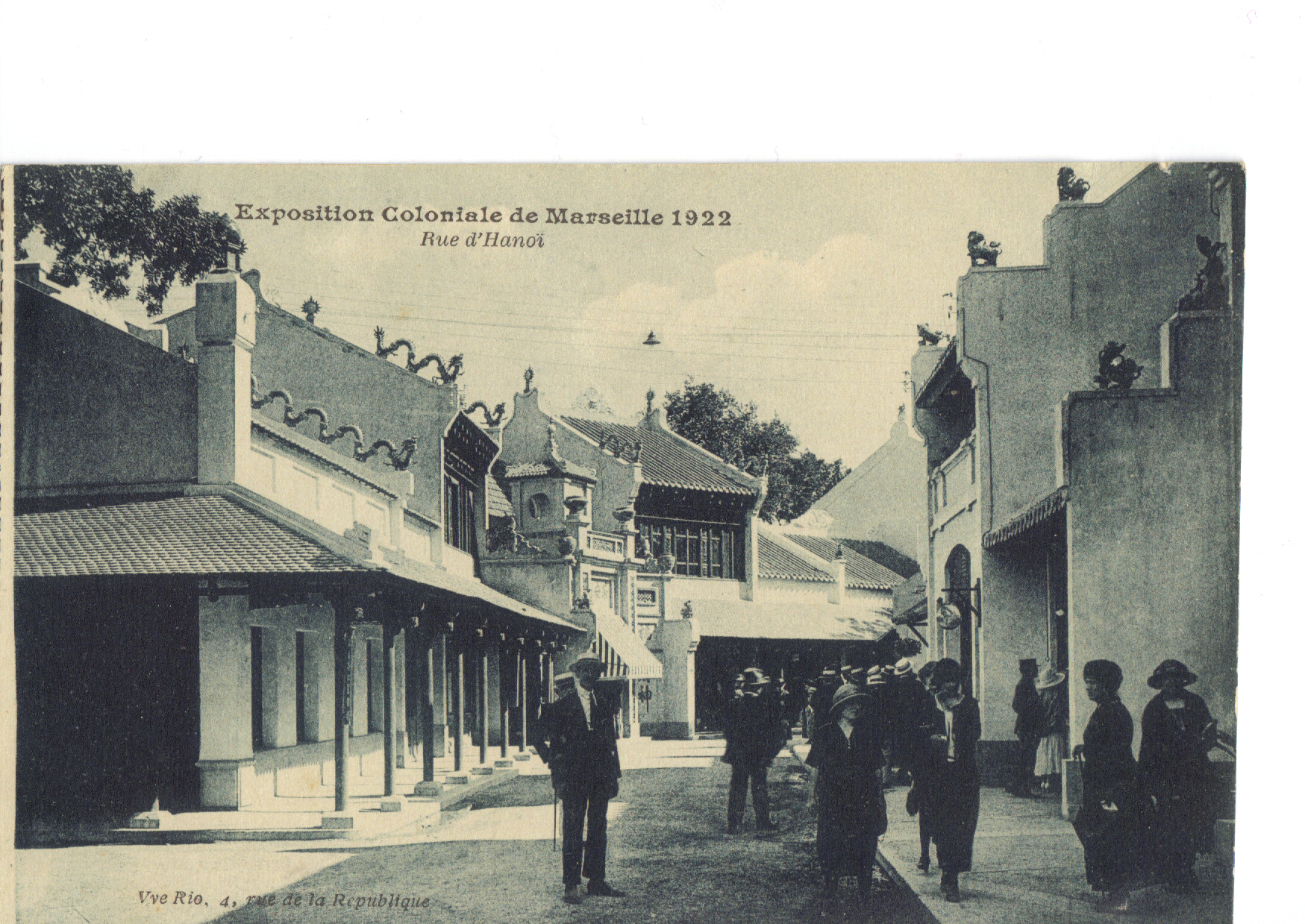
Rue d'Hanoï.
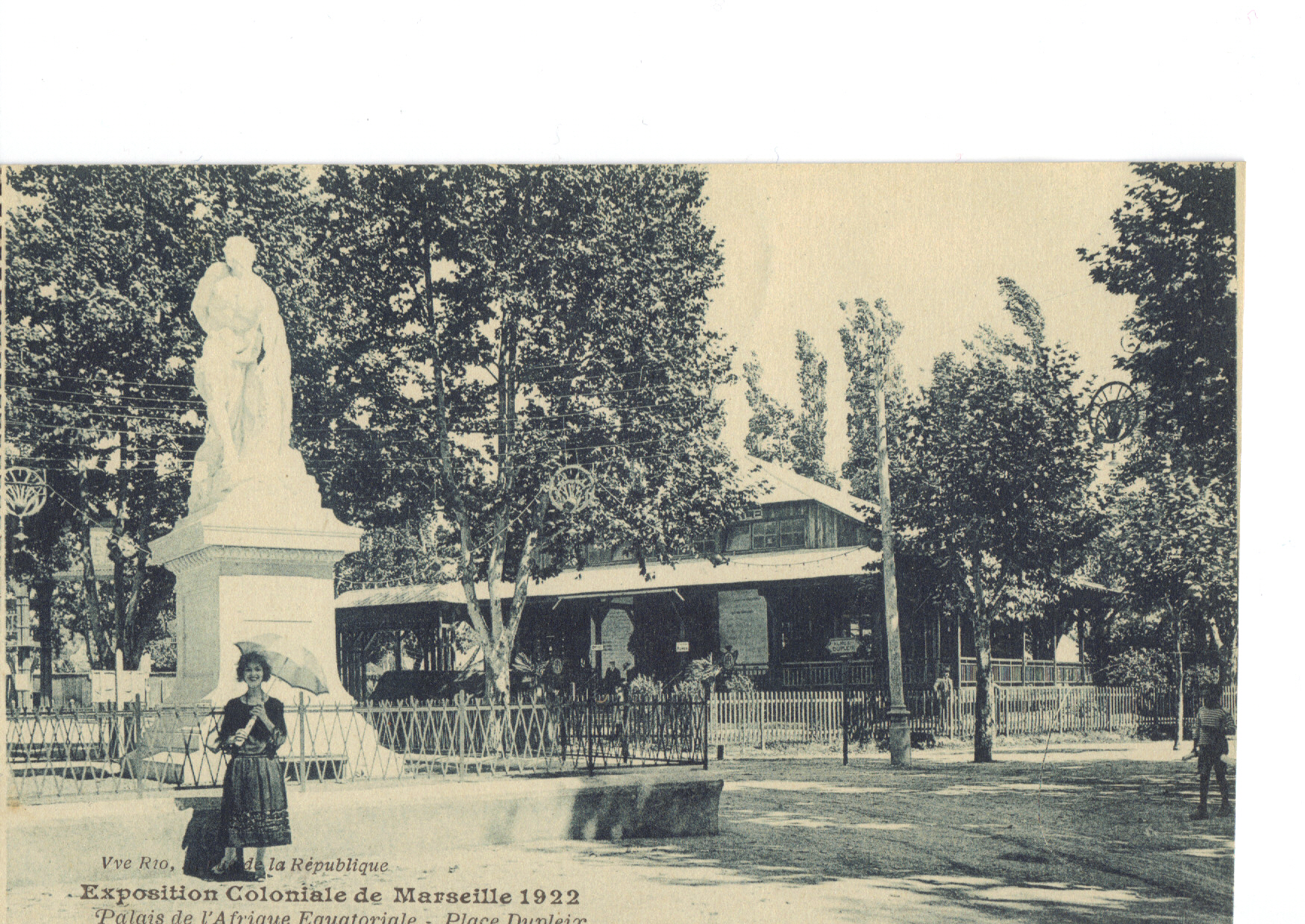
Palais de l'Afrique-Équatoriale.
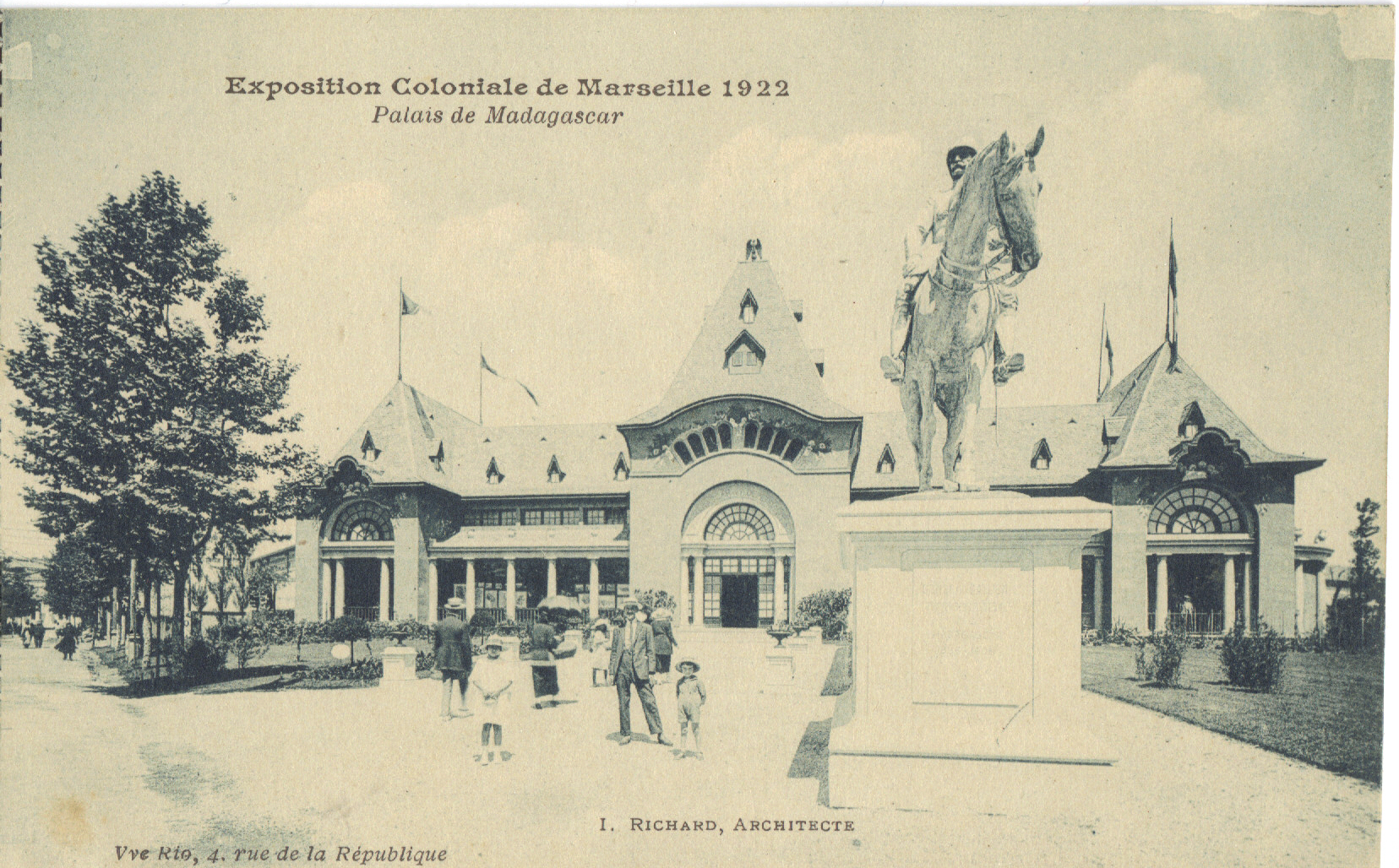
Palais de Madagascar.

## Bilan
Cette exposition coloniale connaît un énorme succès et est une réussite confirmée par le nombre de visiteurs estimé à plus de trois millions de personnes. Après les tristesses de la guerre et les incertitudes qui la suivaient, ce fut le triomphe de Marseille, véritable métropole. Ce succès n'est pas seulement lié aux intérêts du négoce, il est également dû à l'attrait d'un monde qui à l'époque paraissait mystérieux.
Isabelle Richefort conclut ainsi le livre Désirs d'ailleurs : « Si les critiques portèrent sur la mise en scène convenue et stéréotypée de l'indigène ainsi que sur la volonté des organisateurs de démontrer la légitimité de la colonisation, l'exposition a témoigné d'une réelle reconnaissance d'autres cultures et d'autres modes de vie ».
Antonin Artaud écrit dans une lettre du 20 juillet 1922 adressée à Genica Athanasiou : "j'ai visité ici l'Exposition coloniale. J'en ai une impression de désolation, et aussi de calme et de fraîcheur. Du soleil, des robes claires." A cette occasion, Artaud découvre le théâtre oriental en assistant à un spectacle de danseuses cambodgiennes dans une reconstitution du temple d'Angkor.[réf. nécessaire]